# Регіс-Брайтінген
Регіс-Брайтінген (нім. Regis-Breitingen) — місто в Німеччині, розташоване в землі Саксонія. Входить до складу району Лейпциг.
Площа — 26,35 км2. Населення становить 3821 ос. (станом на 31 грудня 2020).